# 蕃地 (恆春郡)
高雄州恆春郡蕃地於大正九年（1920年）10月1日成立，轄區包括今屏東縣牡丹鄉。

## 行政區劃
轄域內分為：
- 今牡丹鄉：
  - 外カチライ社（外加芝莱/大梅）、チヨウカチライ社（頂加芝莱/石門）、ボタン社（牡丹/新保將）、ニイナイ社（女仍，1934年併入新保將）、牡丹灣、テク社（竹社，1935年併入頂加芝莱）、シナケ社（四林格）、バヨウ社（八磘/八瑤）、クスクス社（高士佛）

## 設施

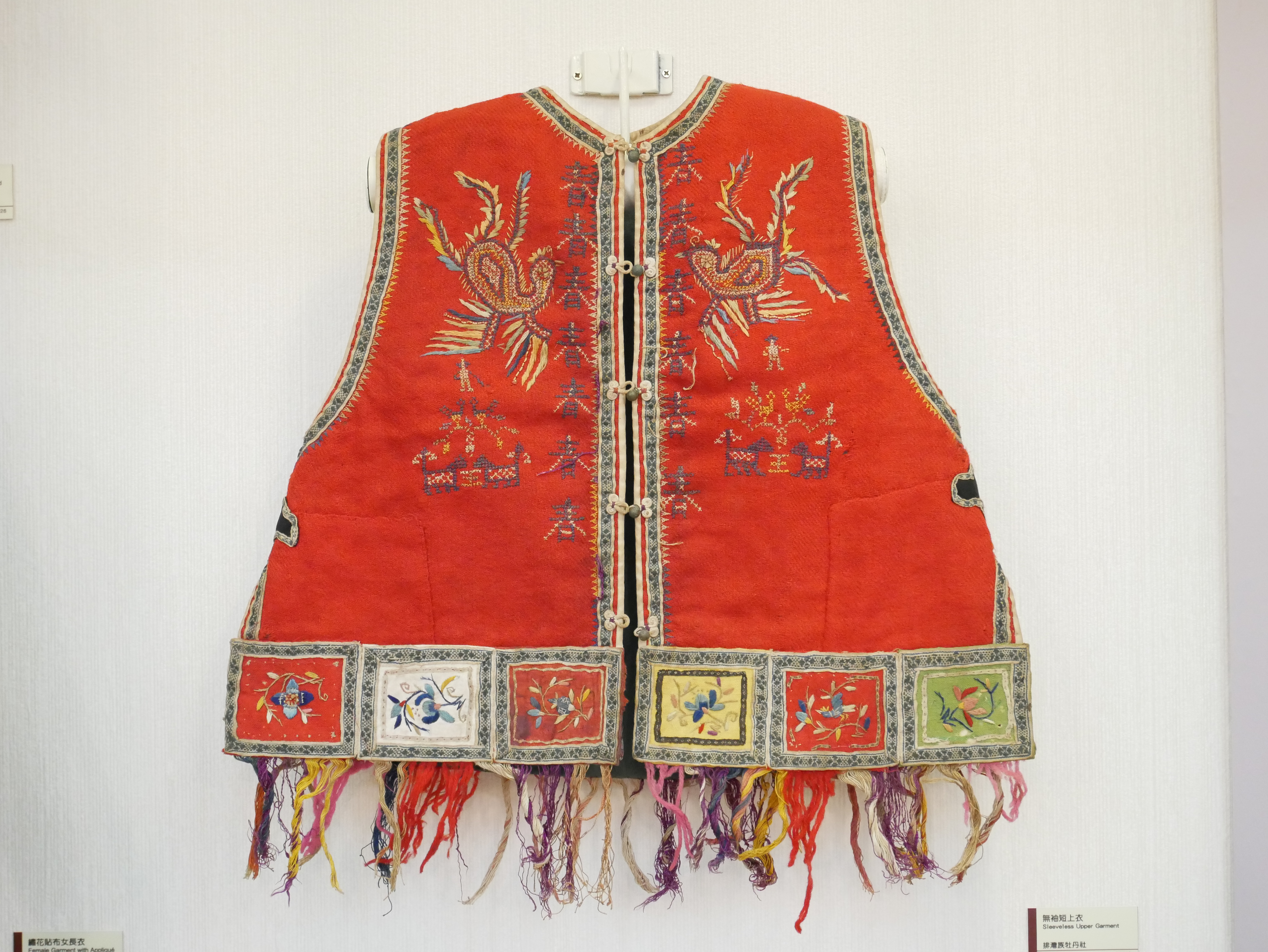
牡丹社（ボタン社）無袖短上衣

### 教育
- ボタン蕃童教育所（今屏東縣立牡丹國民小學）
- シナケ蕃童教育所（今屏東縣立高士國民小學牡林分校）
- 高士佛公學校（今屏東縣立高士國民小學）[1]:119
- 石門蕃童教育所（後為屏東縣立石門國民小學）

### 神社
- クスクス祠（1939年12月16日鎮座）[2]:315